# 因原駅
因原駅（いんばらえき）は、島根県邑智郡川本町大字因原にあった、西日本旅客鉄道（JR西日本）三江線の駅（廃駅）である。三江線の廃止に伴い、2018年（平成30年）4月1日に廃駅となった。

## 歴史

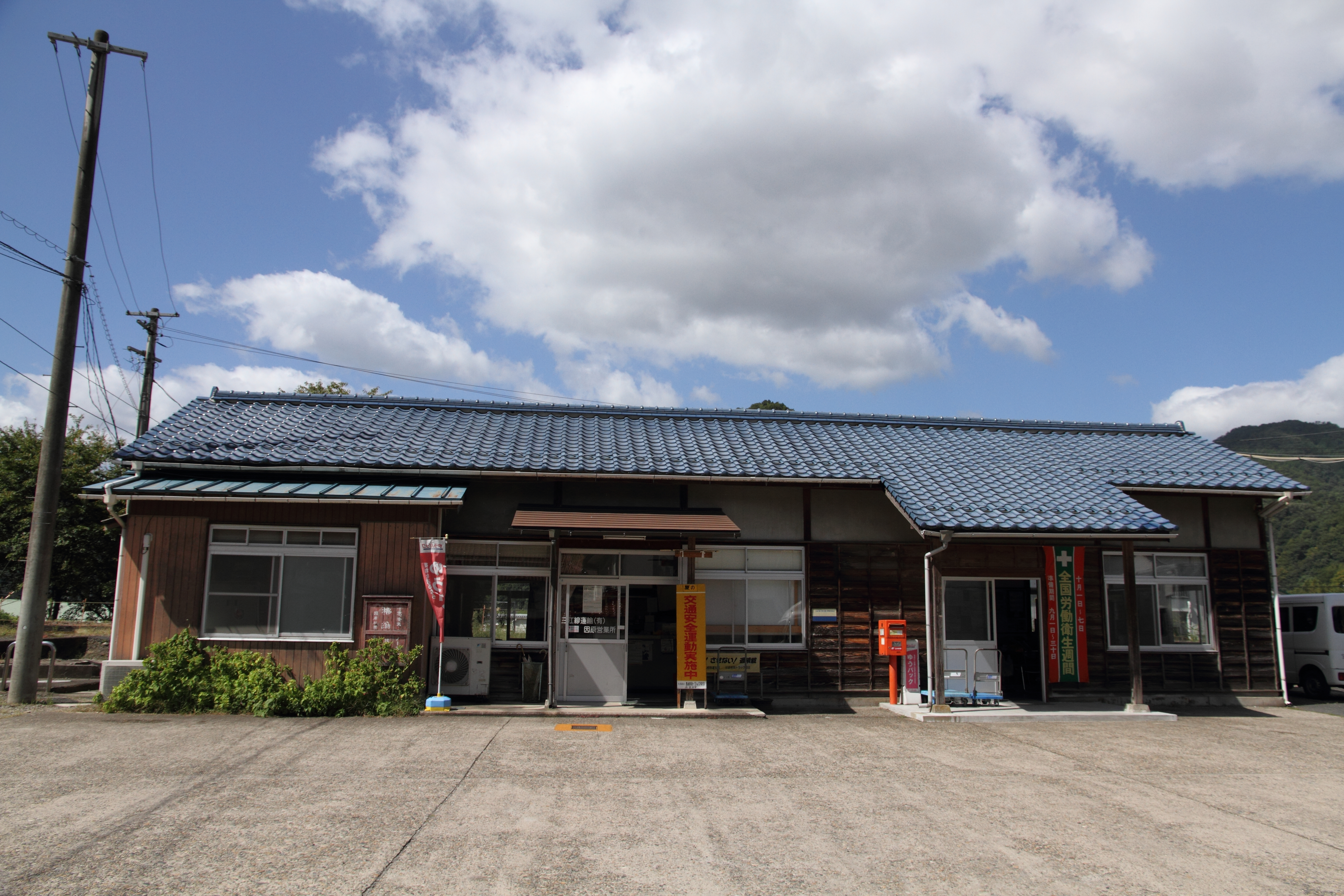
廃線後の駅舎。駅舎全体が運送業者の事務所となっている（2019年9月）

- 1934年（昭和9年）11月8日：三江線の石見川越駅 - 石見川本駅間延伸に伴い、有人駅として開業[1][2][4]。
- 1955年（昭和30年）3月31日：三江南線開業に伴い、従来の三江線が三江北線に改称され、当駅も同線の所属となる[4]。
- 1975年（昭和50年）8月31日：当駅を含む江津駅 - 三次駅間が全通したため三江北線が現行の三江線の一部となり、当駅も同線の所属となる[4]。
- 1982年（昭和57年）11月7日：貨物の取り扱いを廃止[5]。
- 1984年（昭和59年）2月1日：荷物扱い廃止[5]。
- 1985年（昭和60年）3月14日：駅員無配置駅となる[6]。
- 1987年（昭和62年）4月1日：国鉄分割民営化により、西日本旅客鉄道へ承継[4]。
- 1999年（平成11年）3月13日：3月12日午後0時半から江津 - 口羽駅間を運休して、列車交換設備を撤去[7]。周辺では同時に、川平・川戸・石見簗瀬の各駅でも交換設備が撤去された[7]ため、江津駅 - 浜原駅間では列車交換が可能な駅が石見川本駅のみとなった[8]。
- 2018年（平成30年）4月1日：三江線の全線廃止に伴い、廃駅となる[3]。

## 駅構造
浜原方面に向かって右側（構内西側）に、単式ホーム1面1線を有する地上駅（停留所）であった。かつては駅員が常駐していたが、廃止時には浜田鉄道部が管理する無人駅となっていた。また、構内の西側に置かれた駅舎（駅事務室）は、運送業者の営業所として再利用されていた。なお、自動券売機などの各種設備は設置されなかった。
かつては相対式ホーム2面2線を有する列車交換可能駅であったが、片側（構内東側）の線路と列車交換設備は、1999年（平成11年）に撤去された。交換設備の撤去に伴い、両ホームを繋ぐ跨線橋も取り壊された。

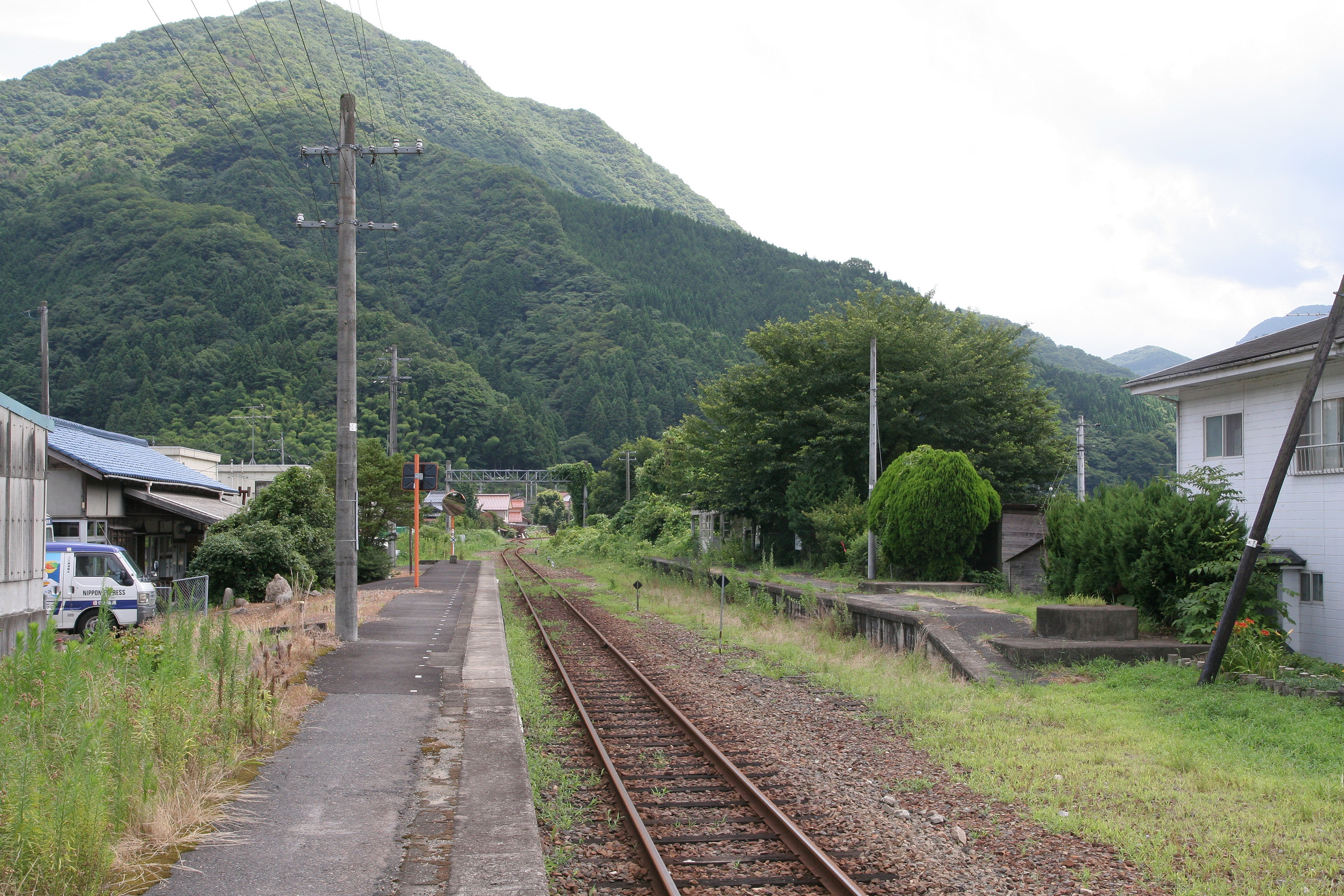
構内（2008年7月）

旧駅舎（駅事務室）は2021年（令和3年）3月末現在も、上述のように地元の運送業者が、営業所として使用している。また、ホームや駅附近の線路も維持されている。これを利用してレールバイクのイベントも開催されている。一方、駅近くの濁川（別名、井原川）に架けられていた「井原川橋梁」は、2021年4月15日時点で既に撤去されている。

## 利用状況
近年の1日平均乗車人員は以下の通りである。なお、1994年度は38人、1984年度は81人だった。
| 乗車人員推移 | 乗車人員推移 |
| 年度         | 1日平均人数  |
| ------------ | ------------ |
| 1999         | 19           |
| 2000         | 17           |
| 2001         | 14           |
| 2002         | 17           |
| 2003         | 15           |
| 2004         | 12           |
| 2005         | 14           |
| 2006         | 12           |
| 2007         | 7            |
| 2008         | 8            |
| 2009         | 5            |
| 2010         | 5            |
| 2011         | 5            |
| 2012         | 6            |
| 2013         | 3            |
| 2014         | 4            |
| 2015         | 7            |
| 2016         | 7            |
| 2017         | 11           |

## 駅周辺

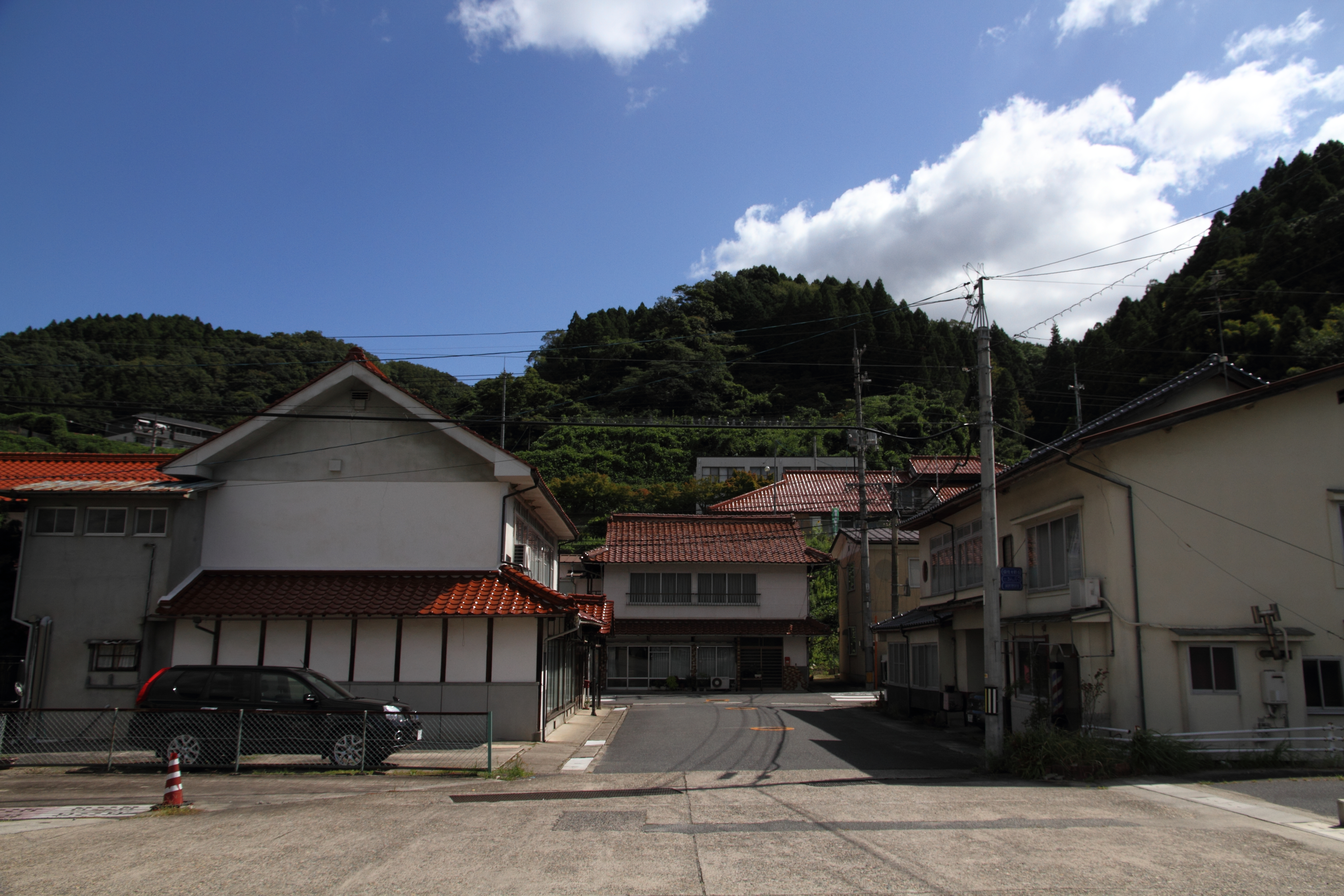
駅周辺（2019年9月）

- 道の駅インフォメーションセンターかわもと
- 川本因原郵便局
- 国道261号

## その他
- 三江線活性化協議会により、石見神楽の演目名にちなんだ「剣舞」の愛称が付けられていた[1][2][10]。

## 隣の駅
西日本旅客鉄道（JR西日本）
 三江線
鹿賀駅 - 因原駅 - 石見川本駅

#### 統計資料
1. ↑  “島根県統計書”. しまね統計情報データベース.   島根県政策企画局. 2025年2月5日閲覧。